# 曷薩那可汗
曷薩那可汗（Hešana qaγan、呉音：がちさちなかがん、漢音：かつさつなかがん、拼音：Hésànà kĕhàn、? - 619年）は、西突厥の可汗。泥利可汗と向氏との子。曷薩那可汗というのは称号で、姓は阿史那氏、名は達漫（ダルマン）という。初めは泥撅処羅可汗（でいけつしょらかがん）と号した。

## 生涯
泥利可汗と向氏との間に生まれる。
泥利可汗が戦死すると、達漫は泥撅処羅可汗として即位した。
大業元年（605年）、泥撅処羅可汗は鉄勒諸部を撃つと重税を課し、薛延陀などの諸部に謀反の疑いをかけてその魁帥（かいすい：部族長に次ぐ地位の者）数百人を殺害した。これにより鉄勒諸部は泥撅処羅可汗に叛き、契弊部の俟利発俟斤（イルテベル・イルキン：部族長）である契弊歌楞（契苾哥楞）が易勿真莫何可汗となって貪汗山（現在の新疆トルファン北部の柏格多山）に割拠し、薛延陀部の俟斤（イルキン：部族長）の子である乙失鉢（イシュバラ、也咥）が小可汗となって燕末山の北に割拠した。泥撅処羅可汗はこれらを討ったが敗北し、伊吾・高昌・焉耆といった諸国を易勿真莫何可汗に附かせてしまう。
大業4年（608年）2月、隋の煬帝は司朝謁者の崔毅を遣わして泥撅処羅可汗を諭し、朝貢させて汗血馬を献上させた。
大業6年（610年）、煬帝は西で狩りをしようと、侍御史の韋節を遣わして泥撅処羅可汗を召した。しかし、泥撅処羅可汗がこれに応じなかったため、煬帝は激怒し、泥撅処羅可汗を廃して達頭可汗の孫の射匱を大可汗の位に就けようとした。これによって射匱は泥撅処羅可汗を襲撃して大敗させ、泥撅処羅可汗は妻子を棄てて高昌の東に遁走した。黄門侍郎の裴矩は向氏を送って泥撅処羅可汗を諭し、ふたたび帰順させた。
大業7年（611年）12月、泥撅処羅可汗は弟の闕達度設（キュル・タルドゥ・シャド：官名）及び特勤（テギン）の大奈とともに入朝した。大業8年（612年）、煬帝は泥撅処羅可汗を国内に留め、その弟の闕達度設に会寧郡で牧畜させた。
泥撅処羅可汗は煬帝の高句麗遠征（612年・613年）に従軍し、その功により号を賜い、曷薩那可汗となる。
大業10年（614年）1月、煬帝は宗女を信義公主とし、曷薩那可汗に嫁がせる。
江都の乱が起こると（618年）、曷薩那可汗は宇文化及に随従し河北に至る。翌619年、宇文化及が敗北し、曷薩那可汗は長安に帰還すると、李淵によって帰義郡王に封ぜられるが、東突厥に殺された。
のちに唐の太宗（626年 - 649年）が即位すると、礼をもって改葬させた。

## 参考資料
- 『隋書』（帝紀第三、帝紀第四、列伝第四十九）
- 『旧唐書』（列伝第百四十四下）
- 『新唐書』（列伝百四十下 突厥下）
- 佐口透・山田信夫・護雅夫訳注『騎馬民族誌２正史北狄伝』（1972年、平凡社）